# Битка код Еретрије
Битка код Еретрије вођена је 411. године п. н. е. између спартанске и атинске војске. Део је Пелопонеског рата, а завршена је победом Спарте.

## Увод
Године 411. п. н. е. у Атини је извршен Олигархијски преврат. Власт су преузела петорица проедра чији је задатак био да именују Веће од 400 чланова које би управљало Атином. Долазак Алкибијада на чело атинске флоте на Самосу довео је до побуна у Атини против владавина Већа. Олигарси су понудили Спартанцима мир, али су њихови предлози одбијени. Непосредно пред почетак преговора између двеју супротстављених страна у Атини, код Саламине се појавила лакедемонска ескадра која је изазвала краткотрајну панику у граду.

## Битка
Лакедемонска флота бројала је 42 брода под командом Агесандриде. Опловила је Сунион и одједрила у Ороп. Атињани су послали 36 бродова под командом Тимохара у Еретрију где су били принуђени на борбу. У бици су доживели пораз. Након битке код Еретрије, против Атињана се побунила цела Еубеја сем Оропа на северу који је био насеље атинских клеруха.

## Последице
Битка код Еретрије откуцала је последњи час олигарсима. Скупштина која је заседала у Пниксу донела је одлуку о смењивању Већа 400 и изгласала да се државна управа преда у руке телу састављеном од свих оних који себи могу прибавити наоружање. Ново тело носило је назив "Скупштина пет хиљада". Наименовани су законодавци чији је циљ био да израде устав, а све плате за државне службе биле су укинуте.